# Dioscorea trilinguis
Dioscorea trilinguis är en enhjärtbladig växtart som beskrevs av August Heinrich Rudolf Grisebach. Dioscorea trilinguis ingår i släktet Dioscorea och familjen Dioscoreaceae. Inga underarter finns listade i Catalogue of Life.